# Ню-диско
Ню-диско (англ. nu-disco, от new disco — «новое диско») — жанр танцевальной музыки XXI века, связанный с возобновившимся интересом слушателей к диско-музыке конца 1970-х и начала 1980-х годов, итало-диско середины 1980-х и синтезаторному евродиско 1990-х.

## Стиль
Основной стилистической характеристикой нью-диско является использование в треках синтезированных звуков, похожих на живые инструменты, использовавшиеся в эпоху диско: саксофона, трубы, пианино, гитары. Поочерёдно звук смешивается с современными танцевальными ударными и басами, также вписываясь в композиционную структуру хаус музыки (построение — брейк — билд-ап — дроп), вместо типичной составляющей диско (куплет — припев). Темп варьируется от 110 до 125 ударов в минуту. В треках присутствует значительное количество эффектов дип-хауса (например cutoff и release).

## История
В начале 2000-х годов в Италии зародилось ответвление евродэнса под названием groove, характеризующееся заимствованиями из стилей диско и буги второй половины 1970-х. Оно было в основном представлено такими исполнителями как Spiller, Room5, Freemasons, и также позаимствовало некоторые звучания из французского хауса (группы Stardust и Modjo). В 2003—2005 годах популяризацию данного движения классифицировали как «диско-хаус».
Тем не менее в 2002 году в Великобритании также появился термин nu-disco, который к середине 2008 года уже использовался магазинами аудиозаписей. В онлайн-магазинах музыки Juno и Beatport жанр ассоциируется с ремейками музыки эпохи диско, а также с музыкой европейских продюсеров, создающих под влиянием американского диско, электро и других жанров, популярных в 1970—1980-е годы. Помимо этого, магазин аудиозаписей Beatport ассоциирует жанр с музыкой направлений электроклэш и французский хаус.
В 2002 году газета The Independent описывала nu-disco как результат применения «современного высокотехнологичного и колкого звучания» к музыке в стилях диско и фанк 1970-х годов. В 2008 году магазин Beatport описал nu-disco, как «музыку 1970—1980-х годов направлений (электронное) диско, буги, космическое, балеарик- и итало-диско», а журнал Spin провел перегласовку буквы «u» в «nu», начав использовать этот термин наравне с евродиско, и отметил сильное влияние итало-диско и электроклэша.
Nu-disco наиболее популярен в Европе и Австралии. Такие группы, как Miami Horror, Cut Copy, Cadillac и Bag Raiders отождествляют собой австралийское nu-disco. Французское диско-возрождение сегодня наблюдается в творчестве более ранних исполнителей Daft Punk, Madeon, Breakbot и Justice.

### В России
В России активный интерес музыкантов к стилю nu-disco отмечается с 2009 года. Так, в общих границах данного стиля в этот период записаны работы коллективов Tesla Boy, Acos CoolKAs, D-Pulse, al l bo. Элементы стиля nu-disco отмечались в творчестве инди-групп Pompeya, Easy M, Therr Maitz, что в последующие годы породило неверное восприятие стиля nu-disco как части современной инди-культуры. С другой стороны, открытой статистикой крупных диджей-сайтов (PROMODJ.COM, DJ.RU) зафиксировано массовое проникновение отдельных музыкальных элементов и идей стиля nu-disco в творчество российских дип-хаус музыкантов, в результате чего в некоторой мере формируется необоснованное историей стиля nu-disco представление о его культурной родственности стилю дип-хаус.
С 2012 года стиль nu-disco начинает проникать в массовую культуру. Так, значительное количество аранжировочных элементов стиля nu-disco отмечается в популярной в России в 2013 году песне Ивана Дорна «Идолом», официальных ремиксах, сделанных на произведения Дмитрия Маликова, «t.A.T.u.».

#### Интересные факты
- С конца 2013 года популярный среди диджеев и электронных музыкантов сайт Promodj.com ведет рейтинг музыкантов, создающих авторскую музыку в стиле nu-disco. Также рейтингование осуществляется по рейтингу диджеев, треков и ремиксов, имеющих отношение к стилю nu-disco.
- Радиошоу, популяризирующие музыку в стиле нью-диско, существуют на радиостанциях Радио Мегаполис 89.5 FM («JIN SHI — ECLECTICA»), Radio Monte Carlo («Sunset Cafe»), Soulplay Radio (первая nu-disco интернет-радиостанция). Российская nu-disco музыка пропагандируется московским мультирадийным радиошоу «Clouds Testers — Прогноз погоды».

## Звучание
Акцент на звучании 1970—1980-х годов заставляет продюсеров и музыкантов, работающих в стиле nu-disco использовать преимущественно аналоговые и цифровые аппаратные синтезаторы, обладающие аутентичным названному периоду характером звука, либо их компьютерные эмуляции на базе виртуальных программных синтезаторов. Для стиля nu-disco весьма характерно использование звуков драм-машин, произведённых в 1980-е годы и в самом начале 1990-х годов, либо, в случае отсутствия у музыканта аутентичных драм-машин того периода, их семплов. Не обязательным, но весьма распространённым, является включение в композиции гитарного звучания, зачастую имеющего характер гитар Fender Stratocaster и Fender Telecaster, а также басовых линий в характере традиционной для диско рассматриваемого периода бас-гитары Fender Jazz Bass. Инструменты симфонического оркестра часто используемые в корневом к nu-disco стилю disco как правило в композициях nu-disco музыкантов не применяются, исключение касается только струнной смычковой группы (например, скрипки).
В отличие от хаус-музыки для ню-диско не характерно использование жесткого «механистического» ритма ударных партий и мелодий аранжировки «без свинга» в связи с тем, что корневой стиль диско исполнялся преимущественно как Live — в связи с редкостью в тот период портативных аппаратных секвенсоров (для синтезаторов) и луперов (для гитар и акустических инструментов). Ритм ню-диско имеет пульсирующий, а не ровный механистичный характер. Темп произведений, допустимый в стиле ню-диско, весьма широк — от 90 до 130 ударов в минуту. Для ню-диско не характерны главенство (солирование) басовой линии и депрессивные тембры музыкальных инструментов, распространённые в дип-хаусе, а также отстранённое и безразличное настроение инди-музыки.